# Rosettestenen
Rosettestenen eller Rosettastenen (även Rosettstenen) är en stor, svart granodioritplatta vars inskription är ett dekret utfärdat av Ptolemaios V Epifanes i Memfis år 196 f.Kr. 
Stenen återfanns 1799 av franska soldater vid staden Rosetta nära Alexandria under Napoleon I:s fälttåg i Egypten. Inskription fick en avgörande betydelse för uttolkningen av de egyptiska hieroglyferna. Den utgörs av tre olika versioner av i stort sett samma dekret. Den översta texten är på egyptiska med hieroglyfer. Den mellersta texten är också på fornegyptiska, men med demotisk skrift. Den nedre texten är på klassisk grekiska med grekiska tecken. Detta gjorde att forskarna för första gången fick förklaringar till ett större antal hieroglyfer och kunde komma igång med att klarlägga vad hieroglyferna betyder.
Vid fransmännens kapitulation i Egypten 1801 övergick Rosettestenen i britternas ägo och är sedan 1802 utställd på British Museum i London.

## Utformning
Stenen är 112,3 × 75,7 × 28,4 cm stor och väger 750 kg. Den är den kvarvarande delen av en högre stele av okänd storlek. På stenen finns en och samma text skriven med tre skriftsystem representerande två språk: egyptiska, dels som hieroglyfer, dels som demotisk skrift, och antik grekiska skrivet med grekiska bokstäver.
Rosettestenen troddes länge vara av basalt på grund av dess täckande skyddsyta av karnaubavax. Denna togs bort 1999, varefter stenens ljusare yta av granodiorit framträdde tydligare.

## Texten

### Uttydning
Den franske egyptologen Jean-François Champollion kunde år 1822 slutligen lösa systemet med ljudbildningen och därmed dechiffrera hieroglyferna. Under 20 år dessförinnan hade många försökt med begränsad framgång. 
Den svenske tidigare diplomaten Johan David Åkerblad (1763–1819) arbetade enbart med den demotiska skriften och kunde på två månader år 1802 tolka alla egennamn, samt andra ord som också fanns i den grekiska texten. Därtill konstaterade han att den demotiska skriften var rent alfabetisk och tolkade 15 enskilda bokstävers ljudvärde helt korrekt. Han påvisade också likheten med koptiskan (som han behärskade) och kunde bevisa att detta språk var en rest av den gamla egyptiskan. 
Den engelske naturforskaren Thomas Young var den förste som ägnade sig åt att tyda den hieroglyfiska delen av stenens text, dock med mindre framgång. Det uppskattas att han tolkade cirka en fjärdedel av hieroglyferna rätt. Young upptäckte att text som var omgiven av en kartusch (en långsträckt oval med en linje i kortändan) utgör namnet på en farao. Ett stort hinder var att man ännu trodde att hieroglyferna var en ren bildskrift där varje tecken representerade ett helt ord eller begrepp på samma sätt som ofta är fallet i exempelvis kinesiska. 
Hieroglyferna visade sig dock vara en kombination av fonetisk skrift, där de flesta tecknen återger en enskild konsonant eller en konsonantkombination. Parallellt med dessa så kallade fonogram fungerade logogram (bildskriftskomponenter) och determinativ (klassificeringar av det redan skrivna ordet). Insikten att så var fallet plus mycket goda kunskaper i det koptiska språket, vilket var en direkt avläggare av fornegyptiskan, gjorde det möjligt för Champollion att slutligen lösa problemet med hieroglyfernas tolkning.

### Textens innehåll
Texten återger ett beslut taget vid en tidpunkt, enligt vår tideräkning sannolikt motsvarande den 27 mars 196 f.Kr. Det togs av de egyptiska prästerna i Memfis för att hylla kung Ptolemaios Epifanes som en gud för att han visat templen och prästerna stor välvilja. Man beslöt också att i varje större tempel resa en staty av honom med en inskrift av samma lydelse som den återfunna.

## Bildgalleri

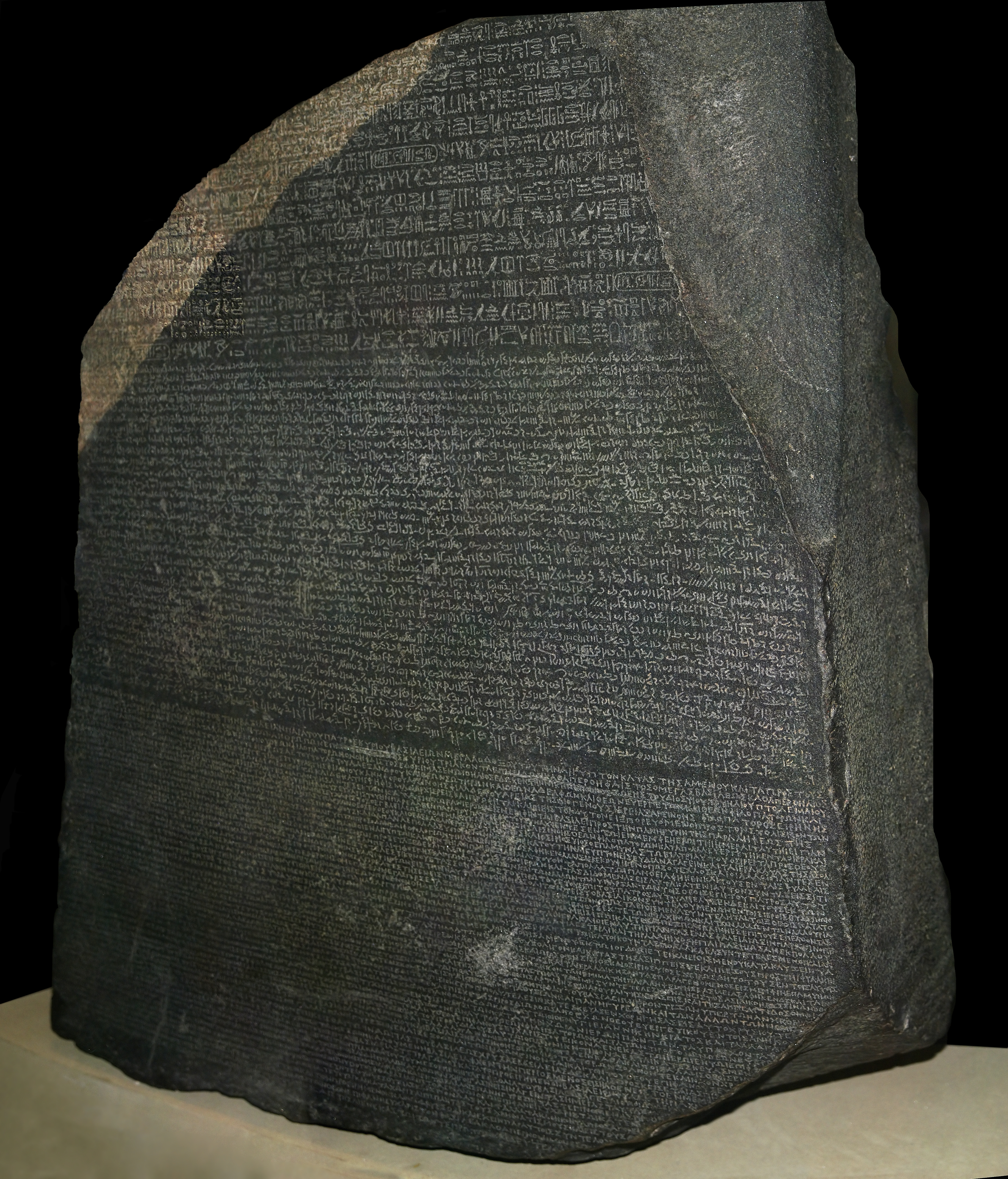
Rosettestenen i sin monter på British Museum.
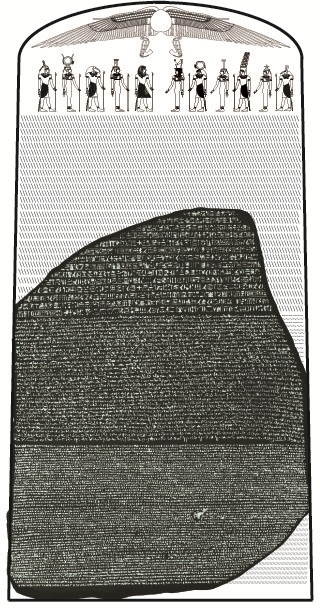
Förslag på hur Rosettestenen kan ha sett ut i ursprungligt skick.

## Liknande stenar
Trespråkiga stenar finns på andra platser i världen. Ett exempel är gallestenen (engelska Galle Trilingual Inscription) i Colombo. Stenen är från 1409 och är skriven på kinesiska, tamil och persiska.